# Стара пинакотека
Старата пинакотека (на немски: Alte Pinakothek) е художествен музей на изкуството в Мюнхен.
Пинакотеката показва творби на художници от Средновековието до средата на XVIII век и е сред най-значимите картинни галерии на света. Старата пинакотека е най-големият строен музей в света.

## Сграда
Старата пинакотека представлява впечатляваща тухлена сграда, изградена във флорентински и римски ренесансов стил. Сама по себе си е архитектурно съкровище, построено в началото на 19 век, за да приюти личната колекция от произведения на изкуството на Лудвиг I. Теренът е закупен от Лудвиг I през 1823 г., а първата копка е направена на 7 април 1826 г. – рожденият ден на Рафаело. Строежът продължава 10 години, а архитект е Лео фон Кленце. Сградата е използвана за прототип на картинната галерия в Дрезден и Новата пинакотека. 

## Колекция
Около 700 платна са представени в 19 зали и 49 стаи на музея в рамките на постоянна експозиция. Отличителна особеност на този музей е отсъствието сред експонатите на произведения на скулптурата, графиката, както и предмети на приложното изкуство и старинни мебели, каквито обикновено се слагат подобни музеи. В Пинакотеката строго се изпълнява основният принцип на колекционирането – на стените и стендовете се намират само картини.
Многочислените тържествени зали в Старата пинакотека правят впечатление със своя своеобразен аскетизъм. Галерията съдържа в своята колекция платна на стари майстори и шедьоври на Ранния Северен ренесанс. В нея могат да се видят „Мадоната с карамфила“ на младия Леонардо да Винчи, „Увенчаване с трънен венец“ на Тициан, „Четирима апостоли“ – последната работа на Албрехт Дюрер, както и творби на Ханс Мемлинг, Питер Брьогел Стария, Франс Халс, Якоб ван Ройсдал и др.
Картинната галерия притежава една от най-богатите колекции на фламандския художник от 17 век Петер Паул Рубенс, представен с 62 от платната му. Особено внимание заслужават две от картините му – огромната Страшният съд и Автопортрет с Изабела Брант. Неговият най-изтъкнат ученик – Антонис ван Дайк, също е силно представен тук.

## Галерия
- Рафаел „Мадона Темпи“
- Тициан „Ванити“
- Ван Дайк „Автопортрет“
- Рубенс „Рубенс и Изабела Брант“
- Леонардо да Винчи „Мадоната с карамфила“
- Питер Брьогел Стария – „Портрет на стара жена“